# Traité de Cusset
Arras (1435) Tours (1444)
Le traité de Cusset fut signé le 24 juillet 1440 à Cusset (alors en Basse-Auvergne, aujourd'hui dans l'Allier). Il mit un terme à la guerre de la Praguerie — révolte des princes contre le roi de France Charles VII  — qui sévissait en France depuis février 1440.

## Histoire
Le 2 novembre 1439, aux États généraux, réunis depuis octobre à Orléans, Charles VII a fait voter la taille, un impôt annuel pour payer une armée permanente pour  combattre les Anglais (guerre de Cent Ans).
Voyant leur perte de pouvoir, des princes comme Alexandre, bâtard de Jean Ier de Bourbon, Charles de Bourbon, Louis Ier de Bourbon-Vendôme, Jean d'Alençon, Dunois, La Trémoille et le propre fils du roi, le dauphin Louis (futur Louis XI), se soulèvent contre Charles VII : c'est la Praguerie.
En février 1440, les rebelles attendent le roi à Blois, mais celui-ci, qui a été averti, se rend non loin de là, à Amboise, et appelle son connétable de Richemont qui poursuit ses opposants. Ceux-ci essayent de se réfugier en Auvergne. La noblesse locale clame qu’elle a déjà un roi et ne soutient pas son duc pendant la révolte, ce sont les treize bonnes villes d'Auvergne. Les féodaux, traqués et défaits, font leur soumission.
Le 17 juillet 1440, le dauphin, futur Louis XI, vient se réconcilier avec son père en présence du duc de Bourbon dans une maison de Cusset (maison toujours existante aujourd'hui et appelée  la maison de Louis XI). La réconciliation est actée par la signature du traité de Cusset, le 24 juillet 1440, mettant fin à la rébellion de la Praguerie.